# A bosszú csillaga
A bosszú csillaga (angolul Tin Star) televíziós brit bűnügyi dráma sorozat, amelyet Rowan Joffé készített. A főszerepekben Tim Roth, Genevieve O’Reilly, Abigail Lawrie, Oliver Coopersmith és Christina Hendricks láthatók.
A sorozat 2017. szeptember 7-én mutatkozott be a Sky Atlantic csatornán, ugyanezen év szeptember 29-én nemzetközileg is megjelent az Amazon Videón. A második évad 2019. január 24-én mutatkozott be. A harmadik és egyben utolsó évad Liverpoolban játszódik. Az évad forgatása 2019-ben kezdődött meg. 2020 decembere óta az összes epizód elérhető.

## Cselekmény
A hegyek között megbújó kisvárosban elszabadul a pokol, amikor a közeli olajlétesítmény munkásai rászabadulnak a településre, a nyomukban pedig megjelenik a szervezett bűnözés, a prostitúció és a drog. Jim Wort jóindulatú, családos ember és elkötelezett rendőr. Békés életét beárnyékolja, hogy amikor az újonnan érkezett bűnbanda végezni akar vele, a támadásnak kisfia esik áldozatul. A tragédia hatására Worth kifordul önmagából, önpusztító életmódba kezd, és kíméletlen alteregót ölt magára.